# فرایند آلفا
فرایند آلفا(به انگلیسی: Alpha process) یکی از دو طبقه اصلی از فرایندهای همجوشی هسته‌ای است که در ستاره‌ها رخ می‌دهد و طی آن هلیم به عناصر سنگین تر تبدیل می‌شود. فرایند دوم نیز فرایند آلفا سه گانه است.